# Школа злословия (пьеса)
«Школа злословия» (англ. The School for Scandal) — пьеса британского драматурга Ричарда Бринсли Шеридана, впервые поставленная на сцене в 1777 году. Разоблачает пороки высшего британского общества. Пьеса имела огромный успех, много раз экранизировалась. Она считается одной из лучших британских комедий нравов.
«Школа злословия» является сатирой на английское аристократическое общество XVIII века. В центре повествования взаимоотношения недавней провинциалки, а ныне леди Тизл (жены сэра Питера Тизла), с более опытными членами салона леди Снируэл («школы злословия»). Леди Тизл с удовольствием погружается в жизнь высшего света, но впоследствии обнаруживает, что сама стала жертвой интриг.
Автор отходит в этой пьесе от традиционного для XVIII века сентиментализма — в произведении есть уже многие черты реализма драматургии XIX века.
Вот художественный пересказ пьесы Ричарда Бринсли Шеридана «Школа злословия» на русском языке, охватывающий основные события каждого акта и сцены:
Акт I
•	Сцена I: Пьеса начинается в гостиной леди Снируэлл, где она и её сообщник Снейк обсуждают различные планы по разрушению репутаций через злобные сплетни. Леди Снируэлл рассказывает о своих интригах, связанных с сэром Питером Тизлом, его подопечной Марией и двумя братьями Сёрфис — Чарльзом и Джозефом. Выясняется, что Джозеф, несмотря на свою репутацию добродетельного молодого человека, претендует на богатую Марию, которая, в свою очередь, любит Чарльза. Леди Снируэлл и Джозеф работают вместе, чтобы отдалить Марию от Чарльза, распространяя слухи о его предполагаемой связи с молодой женой сэра Питера, леди Тизл. Джозеф приходит обсудить свои планы, а вскоре появляется и сама Мария, пытаясь избежать нежелательного внимания сэра Бенджамина Бэкбайта и его дяди Крэбтри. Затем присоединяется миссис Кандур, которая, с иронией осуждая сплетников, вскоре тоже оказывается втянута в обсуждение. Входят сэр Бенджамин и Крэбтри, которые сообщают новости о возвращении богатого дяди братьев Сёрфис, сэра Оливера, из Ост-Индии после шестнадцатилетнего отсутствия, а также о финансовых трудностях Чарльза.
•	Сцена II: Сэр Питер жалуется своему другу и бывшему управляющему Роули на расточительные привычки леди Тизл. Он также выражает недовольство тем, что Мария предпочитает Чарльза, а не Джозефа, которого он считает идеалом для молодых людей. Роули, однако, защищает Чарльза и сообщает неожиданную новость о прибытии сэра Оливера, который планирует тайно оценить характер своих племянников, прежде чем раскрыть свою личность.
Акт II
•	Сцена I: Сэр Питер и леди Тизл ссорятся из-за её расточительности, и он напоминает ей о её скромном происхождении. Леди Тизл оправдывается, ссылаясь на модные тенденции, и отправляется в гости к леди Снируэлл, несмотря на ссору.
•	Сцена II: У леди Снируэлл продолжаются оживлённые разговоры о сплетнях, в которых участвуют все, кроме Марии, которая чувствует отвращение. Прибывает сэр Питер и упрекает общество за их злобные слухи. После того как остальные уходят, Джозеф пытается ухаживать за Марией, но она решительно его отвергает. Когда возвращается леди Тизл, Джозеф переключает своё внимание на неё, хотя ясно, что его основная цель — не обидеть её из-за её социального положения.
•	Сцена III: Сэр Оливер посещает сэра Питера и с интересом слушает его рассказы о молодой жене. Они обсуждают братьев Сёрфис, причём сэр Питер восхваляет высокие моральные качества Джозефа, хотя сэр Оливер подозревает, что за его добродетельной репутацией может скрываться лицемерие.
Акт III
•	Сцена I: Роули излагает план, согласно которому сэр Оливер посетит обоих племянников инкогнито. Под видом бедного родственника, мистера Стэнли, он будет просить финансовой помощи, чтобы оценить истинную натуру каждого из братьев. Также решено, что сэр Оливер будет выдавать себя за “мистера Премиума”, ростовщика, при встрече с Чарльзом. Сэр Питер пытается уговорить Марию выйти замуж за Джозефа, но она отказывается. В это время леди Тизл просит сэра Питера денег, что приводит к очередной ссоре.
•	Сцена II: Сэр Оливер в образе мистера Премиума приезжает в дом Чарльза с Моисеем, ростовщиком. Пока они ждут, слуга Чарльза, Трип, пытается договориться о займе для себя. Сэр Оливер замечает атмосферу праздности и порока.
•	Сцена III: Чарльз, в приподнятом настроении, готовится к ночи азартных игр и соглашается продать мистеру Премиуму портреты своей семьи, кроме портрета сэра Оливера, от которого он отказывается из уважения. Этот неожиданный жест вызывает у сэра Оливера положительные чувства к племяннику.
Акт IV
•	Сцена I: Несмотря на то, что он продал остальные портреты, Чарльз отказывается отдать портрет своего дяди. Впечатленный, сэр Оливер прощает его, понимая, что Чарльз всё же обладает некоторыми достойными качествами.
•	Сцена II: Джозеф, ожидая прихода леди Тизл, просит слугу закрыть ширму, чтобы скрыть вид из окна. Когда приходит леди Тизл, Джозеф флиртует с ней, но их прерывает неожиданный визит сэра Питера, и леди Тизл в панике прячется за ширму. Сэр Питер рассказывает Джозефу о своих подозрениях относительно Чарльза и леди Тизл, а Джозеф лицемерно уверяет его в их добропорядочности. Чарльз входит, и Джозеф пытается выяснить его намерения по отношению к леди Тизл. В комической развязке Чарльз обнаруживает спрятавшуюся леди Тизл, что вызывает шок у сэра Питера.
Акт V
•	Сцена I: Под видом мистера Стэнли сэр Оливер посещает Джозефа, который притворяется заботливым, но отказывает в помощи, ссылаясь на финансовую поддержку Чарльза. Сэр Оливер видит сквозь ложь племянника и приходит в ярость.
•	Сцена II: В доме сэра Питера распространяются слухи о дуэли между ним и братьями Сёрфис. Сэр Оливер появляется и вскоре выясняется, что слухи ложны. Сэр Питер выгоняет сплетников из дома, а сэр Оливер подтверждает свои подозрения в лицемерии Джозефа.
•	Сцена III: Леди Снируэлл и Джозеф планируют предотвратить брак Марии и Чарльза, используя ложное свидетельство о его романе с леди Снируэлл. Сэр Оливер, сэр Питер и леди Тизл разоблачают Джозефа, а Леди Снируэлл терпит неудачу, когда её ложь раскрывает Снейк. Леди Снируэлл в гневе покидает сцену, и Чарльз получает прощение от сэра Оливера. Пьеса заканчивается примирением Чарльза и Марии, когда Чарльз обещает следовать пути добродетели, а сплетники остаются в опале.
Эпилог